# Тьон-А-Джой, Ренцо
Ренцо Тьон-А-Джой (нидерл. Renzo Tjon-A-Joe; род. 8 июля 1995) — суринамский пловец, выступающий в основном на дистанции 50 и 100 метров вольным стилем. Выступал за Суринам на Летних Олимпийских играх 2016 и является самым быстрым пловцом в суринамской истории.

## Биография
Сейчас Тьон-А-Джой — самый быстрый пловец в истории Суринама. Впервые на международные соревнования пловец попал в возрасте 18 лет: в составе сборной Суринама, участвовал в молодёжном чемпионате мира по плаванию 2013, который проходил в Дубае, ОАЭ. Тогда Тьон-А-Джой дошёл до финала на дистанции 50 метров вольным стилем. В 2013 и 2015 годах был назван спортсменом года в Суринаме. На данный момент Рецно Тьон-А-Джою принадлежат все национальные рекорды на 50 и 100 метров вольным стилем. На клубном уровне он выступает за команду Обренского университета из города Оберн, штат Алабама. Сам проходит обучение в Гарвардском университете.

### Личные рекорды
- Мексика, Веракрус, Чемпионат Центральной Америки и Карибского бассейна, 50 м, баттерфляй; бронза,
- 50 м, серебряная медаль вольным стилем, 100 м вольным стилем (4-е место), оба — национальные рекорды.
- Чили, Молодёжный чемпионат Южной Америки, финалист 50 м вольным стилем, серебряная медаль
- Дубай, Молодёжный чемпионат мира 2013, 50 м свободный стиль, финалист
- Дубай, Молодёжный чемпионат мира 2013, 100 м вольный стиль, полуфинал
- Ямайка, 2013, 50м вольный стиль финалист, золотая медаль/новый рекорд чемпионата
- Чили, 2013, Молодёжный чемпионат Южной Америки, финалист 50 м вольным стилем, серебряная медаль
- США, 2015 Arena Pro Swim Series Mesa, Аризона, 50 м вольным стилем, финалист (22,53)

## Национальные рекорды
| Соревнование                | Время   | Встретиться                                         | Место                    | Дата                 |
| --------------------------- | ------- | --------------------------------------------------- | ------------------------ | -------------------- |
| 100 м вольным стилем        | 49,29   | Swim Cup                                            | Эйндховен, Нидерланды    | 7 апреля 2016 года   |
| 50 м вольным стилем         | 22,23   | Летние Олимпийские игры                             | Рио-де-Жанейро, Бразилия | 11 августа 2016 года |
| 50 м баттерфляй             | 24.40   | Чемпионат Центральной Америки и Карибского бассейна | Веракрус, Мексика        | 17 ноября 2014 года  |
| 4 х 50 м свободный стиль[a] | 1.35.30 | КАРИФТА                                             | Бриджтаун, Барбадос      | 7 апреля 2015 года   |

a  Эстафета с Хуаном Лимбургом, Ирвин Хустом, и Зухаиром Пиго
| Событие             | Время | Место   | Дата              |
| ------------------- | ----- | ------- | ----------------- |
| 50м вольный стиль   | 21.90 | Катар   | Декабрь 2012 года |
| 100м вольным стилем | 49.90 | Суринам | Июнь 2014 года    |
| 50м баттерфляй      | 24.48 | Катар   | Декабрь 2014 года |

## Личная жизнь
В настоящее время Тьон-А-Джой учится на экономиста в Гарвардском университете. У спортсмена есть старший брат Майкела и младшая сестра Аранча. Он свободно разговаривает на голландском, английском, Сранан-тонго и немного на испанском. Любимый фильм Тьон-А-Джоя Храброе сердце.Мэла Гибсона.

## Внешние ссылки
- Auburn University https://web.archive.org/web/20170619052039/http://www.auburntigers.com/sports/c-swim/coach_hawke.html
- Suriname's swimming federation: Surinaamse Zwem Bond (SZB)
- Suriname Olympic Committee (SOC) http://surolympic.org/
- USA Swimming - Arena Pro Swim Series http://www.usaswimming.org/DesktopDefault.aspx?Табетический=1420